# Казталовський район
Казта́ловський район (каз. Казталовка ауданы, рос. Казталовский район) — адміністративна одиниця у складі Західноказахстанської області Казахстану. Адміністративний центр — село Казталовка.

## Населення
Населення — 27432 особи (2021; 32908 у 2009, 38703 у 1999, 39300 у 1989).

## Історія
17 червня 1997 року до складу району була включена територія ліквідованого Жалпактальського району (Акпатерський, Жалпактальський, Жанажольський, Карасуський, Караузенський, Коктерецький, Талдиапанський, Талдикудуцький сільські округи).

## Склад
До складу району входять 16 сільських округів:
| Поселення                       | Площа, км² | Населення, осіб (1989) | Населення, осіб (1999) | Населення, осіб (2009) | Населення, осіб (2021) | Центр      | Населені пункти |
| ------------------------------- | ---------- | ---------------------- | ---------------------- | ---------------------- | ---------------------- | ---------- | --------------- |
| Акпатерський сільський округ    | 1057,01    | 1689                   | 1626                   | 1258                   | 1057                   | Акпатер    | 2               |
| Березинський сільський округ    | 914,29     | 1482                   | 1478                   | 1120                   | 880                    | Кайинди    | 1               |
| Біріцький сільський округ       | 1414,80    | 1616                   | 1509                   | 1368                   | 1029                   | Ажибай     | 3               |
| Болашацький сільський округ     | 1461,99    | 2026                   | 2248                   | 1869                   | 1213                   | Болашак    | 4               |
| Бостандицький сільський округ   | 1113,66    | 2344                   | 2313                   | 2038                   | 1631                   | Бостандик  | 2               |
| Жалпактальський сільський округ | 17,80      | 5438                   | 5555                   | 4930                   | 4684                   | Жалпактал  | 1               |
| Жанажольський сільський округ   | 1200,90    | 2104                   | 2108                   | 1810                   | 1491                   | Жанажол    | 4               |
| Казталовський сільський округ   | 1377,89    | 5682                   | 6016                   | 5903                   | 6059                   | Казталовка | 4               |
| Караобинський сільський округ   | 1181,96    | 1661                   | 1796                   | 1524                   | 1345                   | Караоба    | 3               |
| Карасуський сільський округ     | 1093,33    | 2655                   | 2588                   | 2012                   | 1426                   | Карасу     | 4               |
| Караузенський сільський округ   | 1135,08    | 1842                   | 1899                   | 1621                   | 1379                   | Караузен   | 3               |
| Коктерецький сільський округ    | 1125,74    | 2180                   | 2114                   | 1915                   | 1544                   | Коктерек   | 4               |
| Кошанкольський сільський округ  | 1023,98    | 1870                   | 1901                   | 1724                   | 1174                   | Кошанколь  | 2               |
| Талдиапанський сільський округ  | 1570,54    | 2694                   | 2499                   | 1717                   | 1110                   | Талдиапан  | 5               |
| Талдикудуцький сільський округ  | 1861,62    | 2537                   | 1648                   | 971                    | 612                    | Талдикудук | 2               |
| Теренкольський сільський округ  | 1055,23    | 1480                   | 1405                   | 1128                   | 798                    | Нурсай     | 3               |

## Найбільші населені пункти
Населені пункти з чисельністю населення понад 1000 осіб:
| № | Населений пункт | Населення, осіб (1989) | Населення, осіб (1999) | Населення, осіб (2009) | Населення, осіб (2021) |
| - | --------------- | ---------------------- | ---------------------- | ---------------------- | ---------------------- |
| 1 | Казталовка      | 4540                   | 5008                   | 5055                   | 5560                   |
| 2 | Жалпактал       | 5170                   | 5242                   | 4562                   | 4684                   |
| 3 | Бостандик       | 1861                   | 1922                   | 1769                   | 1551                   |
| 4 | Караоба         | 1234                   | 1414                   | 1252                   | 1153                   |
| 5 | Караузен        | 781                    | 909                    | 821                    | 1035                   |
| 6 | Кошанколь       | 1393                   | 1533                   | 1473                   | 1017                   |
| 7 | Акпатер         | 1085                   | 1220                   | 1077                   | 1005                   |